# J-pop
J-pop (pełna nazwa japoński pop) – skrót używany przez cywilizację zachodu do określania japońskiej muzyki popularnej. Termin J-pop został wymyślony w stacji radiowej J-Wave. Jest używany w Japonii na określenie utworów z gatunków pop, rock, dance, hip-hop czy soul. Do piosenkarzy J-popowych zalicza się zarówno popularnych muzyków, jak i seiyū. J-pop był rozwijany przez zespoły nowej fali i crossover z końca lat 70., takie jak Yellow Magic Orchestra i Southern All Stars, a następnie przez eurobeat na początku lat 90., m.in. przez wokalistkę Namie Amuro. Ostatecznie J-pop zastąpił na japońskiej scenie muzycznej kayōkyoku, termin określający japońską muzykę popularną.
Sklepy w Japonii zwykle dzielą dostępną muzykę na cztery główne sekcje: J-pop, enka (tradycyjna forma ballad), muzyka poważna oraz muzyka światowa.

## Historia
Historia J-popu zaczyna się we wczesnych latach ery Shōwa (lata 20. do 80. XX w.) od ryūkōka, formy muzyki popularnej inspirowanej zachodnim jazzem i bluesem. Następnie ryūkōka został wyparty przez enke, emocjonalne ballady, oraz kayōkyoku, bardziej wyrafinowaną i powściągliwą odmianę, aż do późnych lat pięćdziesiątych, kiedy to popularna muzyka z Zachodu, taka jak rock and roll oraz R&B, stała się popularna. W latach 50. i 60. XX w. wiele grup i piosenkarzy kayōkyoku zdobyło doświadczenie, występując w amerykańskich bazach wojskowych w Japonii. Mniej więcej w tym samym czasie szef Yakuzy, Kazuo Taoka, zreorganizował przemysł koncertowy, traktując wykonawców jak profesjonalistów. Wielu z tych wykonawców stało się później kluczowymi postaciami gatunku J-pop. Gatunek rozwinął się w system idoli, w którym wytwórnie muzyczne kształtowały wizerunki piosenkarzy w celu maksymalnego przyciągnięcia uwagi fanów. Rosła popularność electropopu opartego na syntezatorach i city popu, swoistego miejskiego połączenia soft rocka, funku i boogie, który koncentrował się na obszarach miejskich, takich jak Tokio. J-pop pozostawał pomiędzy dwoma biegunami enki (tradycyjnej muzyki japońskiej) i kayōkyoku aż do lat 80. i 90. XX w., kiedy to nowoczesna definicja tego terminu stała się standardem w przemyśle muzycznym. Scena muzyczna J-popu rozrosła się gwałtownie w latach 90., między innymi dzięki takim grupom, jak B’z i Mr. Children, które dzięki swoim zespołowym brzmieniom sięgały szczytów sprzedaży. Pod koniec lat 90. grupy te zostały wyparte przez nastawione na taniec piosenkarki, takie jak Namie Amuro, której utwór „Can You Celebrate?” z 1997 r. był najlepiej sprzedającym się singlem żeńskiej artystki J-popowej. W tym okresie popularność zdobyły również boysbandy i girlsbandy, takie jak SMAP, Arashi i Morning Musume. Od roku 2000 w japońskim przemyśle rozrywkowym pojawia się coraz więcej grup idoli. Niektóre z najbardziej znanych obecnie grup to Hey! Say! JUMP, AKB48, Momoiro Clover Z.

## J-pop w pop-kulturze
Muzyka J-pop jest integralną częścią japońskiej kultury. Używana jest ona wszędzie: w anime, sklepach, reklamach, filmach, programach radiowych i telewizyjnych, a także w grach komputerowych. Niektóre programy informacyjne w telewizji również puszczają J-popowe piosenki podczas napisów końcowych.
W wielu anime i programach telewizyjnych openingi i endingi są regularnie zmieniane. Szybka rotacja piosenek na listach przebojów powoduje stosunkową krótkotrwałą popularność wielu artystów w Japonii. Większość z nich wydaje jeden album i parę singli, po czym znikają z głównonurtowej sceny. Z drugiej strony, artyści, którym udaje się osiągnąć sukces, na dłużej przechodzą do historii japońskiej muzyki i są celebrowani przez lata. Dla przykładu, zespoły takie jak KinKi Kids, Momoiro Clover Z, Dreams Come True, B’z, SMAP, Southern All Stars, Mr. Children, Morning Musume, Arashi, piosenkarze: Masaharu Fukuyama, Eikichi Yazawa, Noriyuki Makihara, oraz piosenkarki: Mika Nakashima, Mai Kuraki, Ayumi Hamasaki, Hikaru Utada czy Kumi Kōda nie schodzą ze sceny od około 15–20 lat.

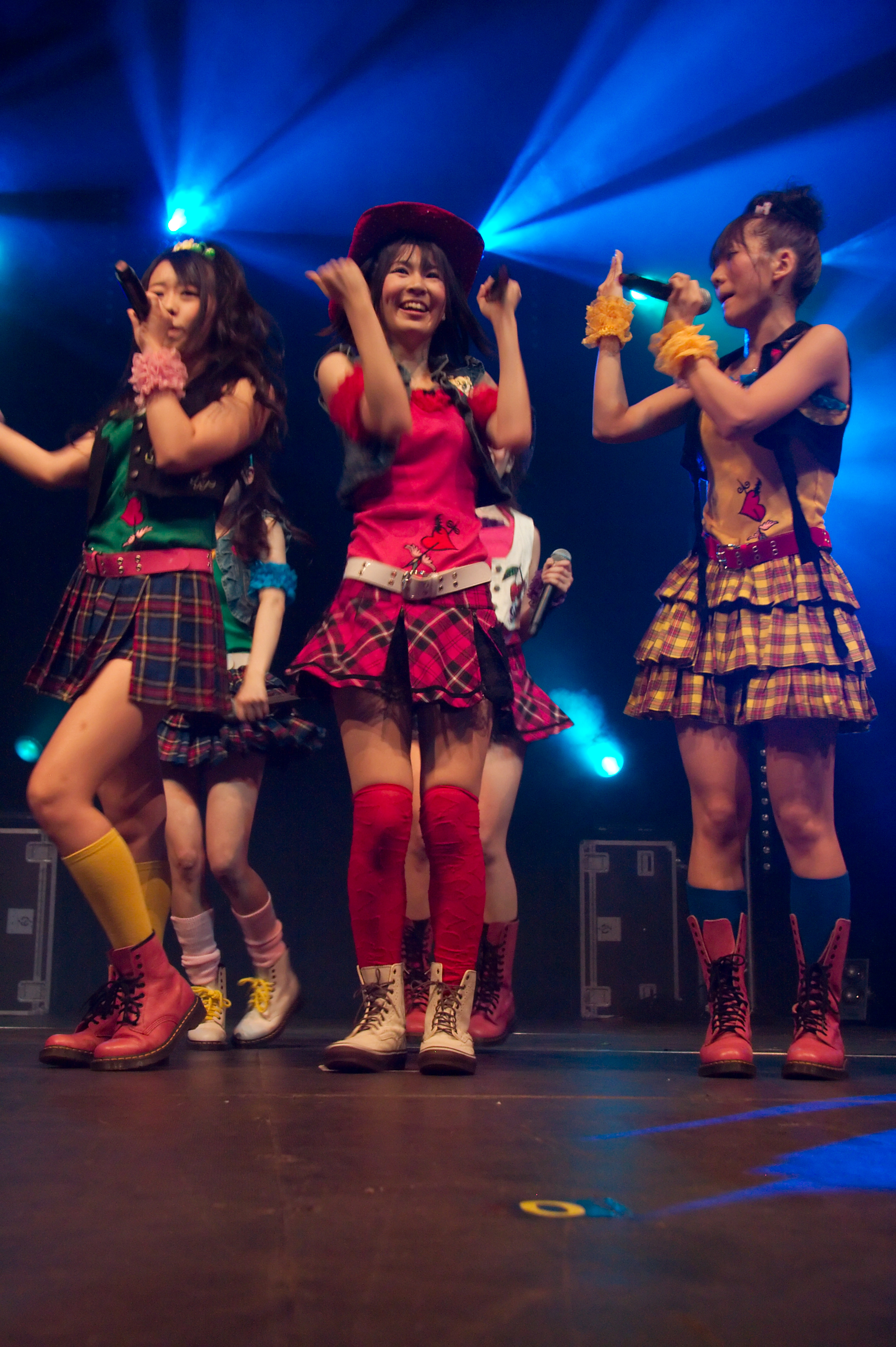
AKB48
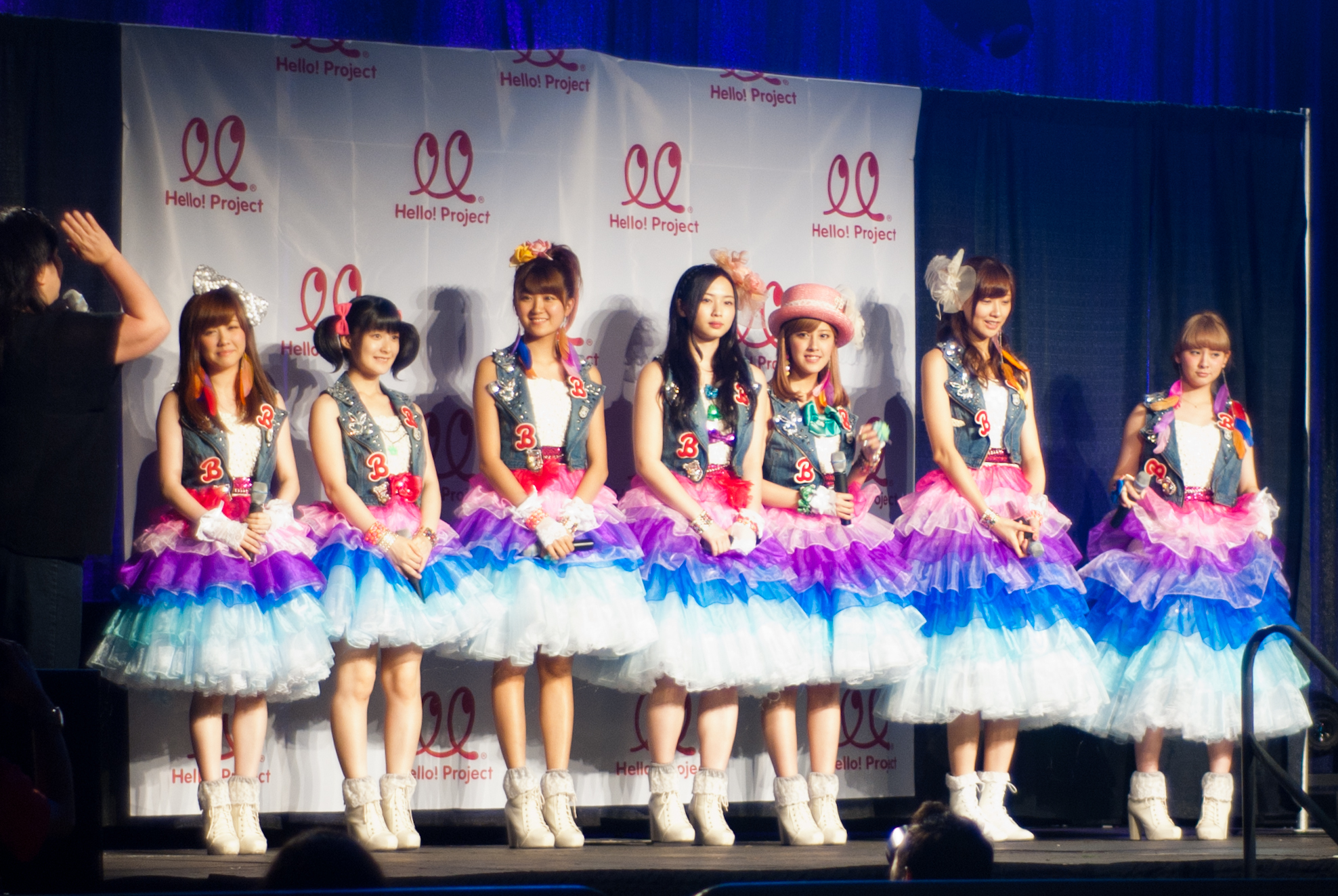
Berryz Kōbō
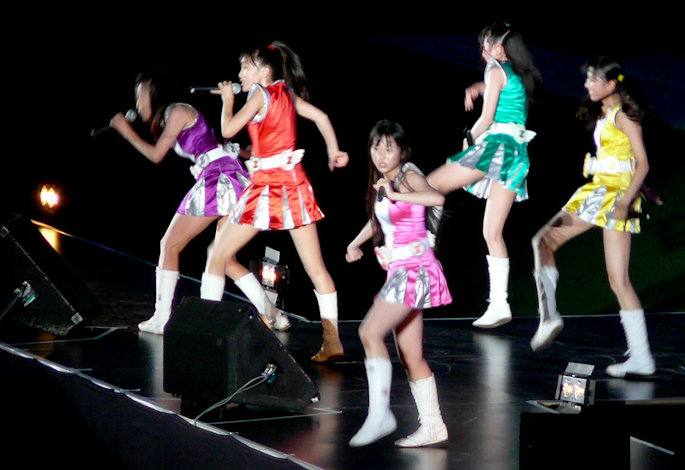
Momoiro Clover Z
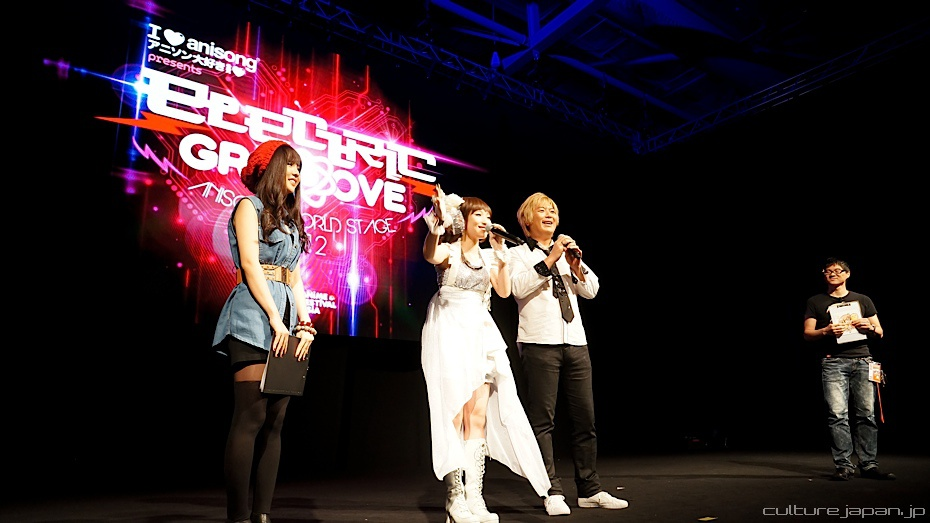
fripSide